# Новоспасское (Запорожская область)
Новоспа́сское (укр. Новоспаське) — село,
Новоспасский сельский совет,
Приазовский район,
Запорожская область,
Украина.
Код КОАТУУ — 2324584601. Население по переписи 2001 года составляло 674 человека .
Является административным центром Новоспасского сельского совета, в который, кроме того, входят сёла 
Громовка,
Марьяновка,
Ореховка и ликвидированные сёла
Тихий Гай и
Сергеевка.

## Географическое положение
Село Новоспасское находится на берегу реки Шовкай,
ниже по течению примыкает село Марьяновка.

## История
- 1823 год  — дата основания на месте ногайского поселения Шавкай переселенцами из Тамбовской губернии.

## Экономика
- «Славутич», ООО.

## Объекты социальной сферы
- Школа.
- Детский сад.
- Клуб.
- Больница.

## Достопримечательности
- Братская могила советских воинов.

## Известные жители
- Николай Филиппович Воротынцев — Герой Советского Союза, проживал в селе с 1960 по 1977 год, работал агрономом. Похоронен на сельском кладбище.